# 南开大学津南校区站
南开大学津南校区站位于天津市津南区海河教育园区同砚路与乐群南路交口（南开大学津南校区西南门），是天津地铁8号线的地下车站。

## 车站结构
南开大学津南校区站设三处出入口、两座风亭。
| 地面     | 出入口                     | A、C、D出入口                   |
| 地下一层 | 站厅                       | 客服中心、自动售票机、验票机    |
| 地下二层 | 轨道（北）                 | █ 8号线往渌水道（海河教育园区） |
| 地下二层 | 岛式站台，左边车门将会开启 |                                 |
| 地下二层 | 轨道（南）                 | █ 8号线往咸水沽西（和慧南路）   |

## 车站出口
南开大学津南校区站共设3个出口，各出口及周围设施如下所示：
|          |      |                          |                              |
| 出口编号 | 照片 | 地点                     | 可到达目的地                 |
| 出口 · A |      | 同砚路北侧、乐群南路东侧 | 南开大学津南校区理科学生宿舍 |
| 出口 · C |      | 同砚路南侧、乐群南路东侧 | 南开大学津南校区             |
| 出口 · D |      | 同砚路北侧、乐群南路东侧 | 南开大学津南校区             |

## 换乘交通
| 公共汽车线路 \| 编号 \| 编号 \| 线路 \| 线路 \| 线路 \| 收费 \| 运营商 \| 备注 \| \| ------- \| ---- \| ---------- \| ---------------- \| ---------------- \| ----- \| -------- \| ---- \| \| \| 131 \| 塘沽中心站 \| 全程 ⇆ \| 天南大新址公交站 \| 2–5元 \| 滨公二分 \| \| \| 短线1 ⇆ \| 131 \| 塘沽中心站 \| 海河教育园一号站 \| \| 2–5元 \| 滨公二分 \| \| \| 短线2 ⇆ \| 131 \| 塘沽中心站 \| 新房 \| \| 2–5元 \| 滨公二分 \| \| |      |            |                  |                  |       |          |      |
| 编号 | 编号 | 线路       | 线路             | 线路             | 收费  | 运营商   | 备注 |
| | 131  | 塘沽中心站 | 全程 ⇆           | 天南大新址公交站 | 2–5元 | 滨公二分 |      |
| 短线1 ⇆ | 131  | 塘沽中心站 | 海河教育园一号站 |                  | 2–5元 | 滨公二分 |      |
| 短线2 ⇆ | 131  | 塘沽中心站 | 新房             |                  | 2–5元 | 滨公二分 |      |

| 编号    | 编号 | 线路       | 线路             | 线路             | 收费  | 运营商   | 备注 |
| ------- | ---- | ---------- | ---------------- | ---------------- | ----- | -------- | ---- |
|         | 131  | 塘沽中心站 | 全程 ⇆           | 天南大新址公交站 | 2–5元 | 滨公二分 |      |
| 短线1 ⇆ | 131  | 塘沽中心站 | 海河教育园一号站 |                  | 2–5元 | 滨公二分 |      |
| 短线2 ⇆ | 131  | 塘沽中心站 | 新房             |                  | 2–5元 | 滨公二分 |      |

## 车站历史
- 该站最初为天津轨道交通天津地铁6号线的车站[1]，命名为南开大学站[2]。
- 在2016年公布的规划中，已经说明该段线路调整为天津地铁8号线。
- 在2019年1月7日天津轨道交通集团公布的《天津地铁6号线工程（梅林路站-咸水沽西站）环境影响报告书（征求意见稿）》中，该站被命名为南开大学津南校区站[3][4]，线路远期与天津地铁8号线贯通运营。
- 2019年3月21日起，同砚路部分路段断交封路。4月10日，南开大学津南校区站地下连续墙开始施工。
- 2020年1月16日，南开大学津南校区站封顶，成为全线首座封顶车站。
- 2020年3月31日，6号线二期工程南开大学津南校区站至和慧南路站区间右线盾构顺利始发，工程正式进入盾构施工阶段。[5]
- 2020年7月19日，天津地铁6号线二期工程南开大学津南校区站至和慧南路站右线盾构机完成接收，成为6号线二期工程第二个单线贯通区间。
- 2020年8月24日，天津地铁6号线南开大学津南校区站至和慧南路站区间左线贯通，成为6号线二期工程第二个双线贯通区间。
- 2020年9月8日，天津地铁6号线二期海河教育园区站至南开大学津南校区站区间右线贯通，这是天津地铁6号线二期工程第七个贯通的隧道区间。
- 2020年10月13日，天津地铁6号线项目海河教育园区站至南开大学津南校区站区间左线贯通，这是天津地铁6号线二期工程第九个单线贯通的隧道区间，成为全线第四个双线贯通区间。